# 列支敦士登親王國歷史辭典
《列支敦士登親王國歷史辭典》（德語：Historisches Lexikon des Fürstentums Liechtenstein）是一部專門介紹列支敦士登歷史的百科全書，於2013年首次出版，並自2018年起免費提供網上閱覽。

## 歷史
該項目深受《瑞士歷史辭典》的啟發。1990年，歷史學家阿圖爾·布倫哈特出任總編輯，並於2001年至2013年間擔任項目負責人。在一個每年召開兩次會議的學術顧問委員會支持下，自1990年起，布倫哈特成為唯一負責推動該項目的編輯。他於1994至1996年間，在蘇黎世大學、弗萊堡大學、因斯布魯克大學及薩爾茨堡大學舉辦了四場與《歷史辭典》發展相關的研討會。
由於人手資源有限，該項目於2000年獲得列支敦士登議會批准撥款後，正式移交給列支敦士登政府負責。自2001年起，編輯團隊由三名歷史學家組成，在正式出版前增至七人，其中包括知名歷史學家彼得·蓋格。該項目的完成期限訂於2011年12月，最終於2013年1月由瑞士出版社Chronos Verlag以兩卷本形式發行。

## 內容與版本
《歷史辭典》涵蓋與列支敦士登相關的主題文章、地理、通史及人物傳記等內容。全書共1142頁，收錄2600篇文章、510張照片及232幅插圖。
2016年9月，列支敦士登研究所與列支敦士登政府合作，開始將該書數位化。該項目在技術上採用了MediaWiki平台。2018年11月13日，《歷史詞典》數位版正式上線，而紙本增訂版則不再計劃出版。目前，該研究所是《歷史詞典》的唯一持有者，並負責持續更新內容。

## 外部連結
- 官方网站